# ۱۱۸۱ (میلادی)
۱۱۸۱ (میلادی) هزار و صد و هشتاد و یکمین سال تقویم میلادی است.

## درگذشتگان
‎